# 宮内嘉雄
宮内 嘉雄（みやうち よしお、1826年（文政9年） - 1900年（明治33年）12月1日）は、幕末から明治時代の国学者であり教育者 。号は君浦。『銚子市史』によると嘉確とも。本姓は吉川。字は大節、幼名は確。通称は主水。

## 経歴
常陸国（現在の茨城県）の生まれ。漢学者の宮本水雲に弟子入り後、平田篤胤の門人である宮内嘉長に婿入り、千葉県銚子市で守学塾を再興した。『古事記伝抄』『神代三字史』などの著作がある。国語学者の松井簡治は君浦の次男。